# Натараджа

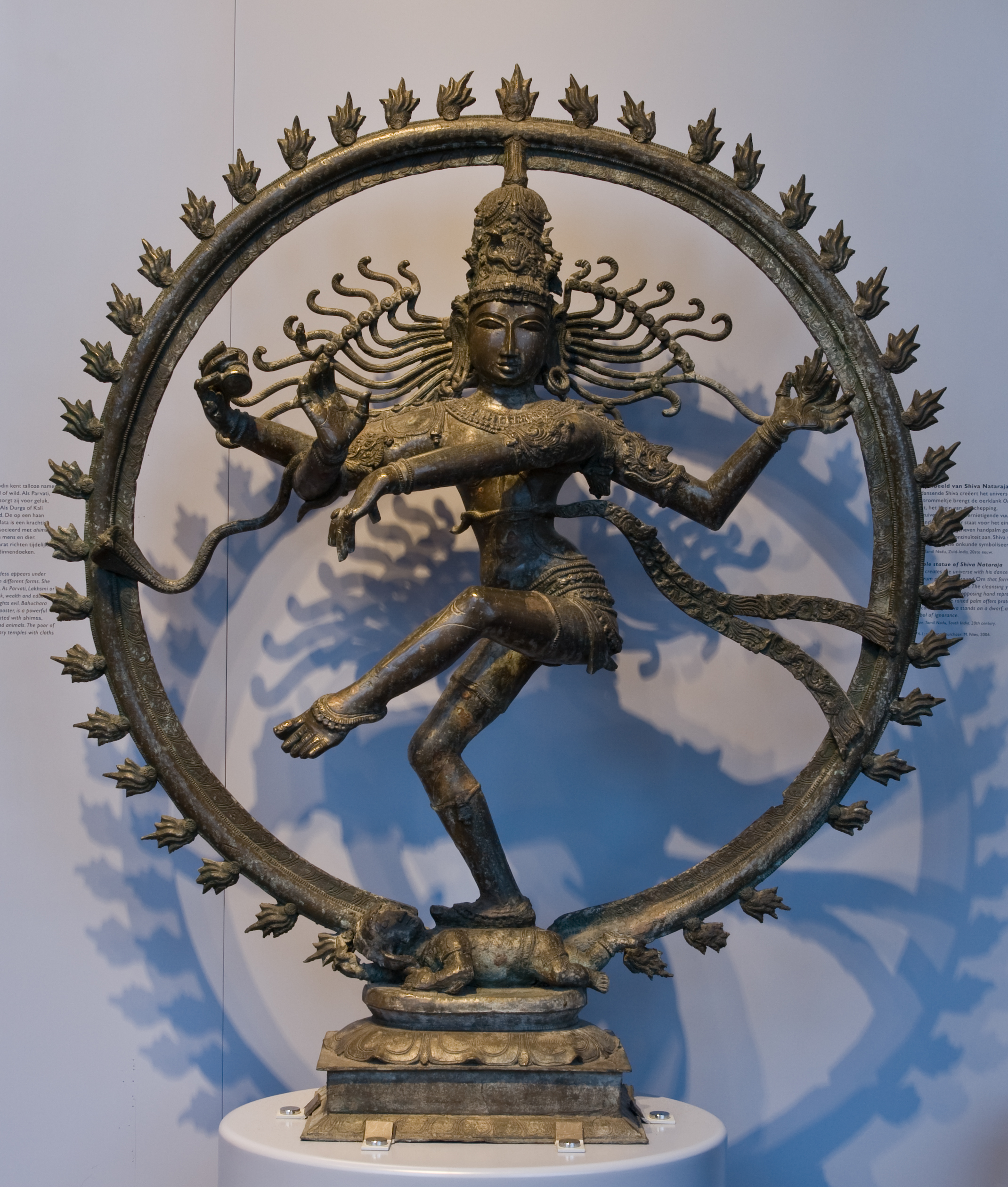
Шива Натараджа в амстердамському Tropenmuseum

Натараджа (тел. నటరాజు, там. நடராஜா, санскр. naṭarāja IAST — володар танцю) — один з найпопулярніших іконографічних образів Шиви.
Імена Нартака (санскр. नर्तक — «танцівник») та Нітьянарта (санскр. नित्यनर्त — «вічний танцівник») присутні у переліку 1008 імен Шиви (Сахасранама). Асоціювання Шиви з танцем відоме з часів Пуран. Разом з іншими схожими танцюючими іконографічними формами (санскр. nṛtyamūrti IAST) зображення Шиви Натараджі розповсюджене по всій території Індії, особливо на півдні. Зазвичай Натараджа зображується у вигляді статуї з бронзи, де Шива танцює в ореолі з вогню, піднявши свою ліву ногу та балансуючи на тілі демона чи карлика (Апасмара), який символізує неуцтво. Цей скульптурний образ є одним з символів Індії та широко використовується в її культурі. Танець, який виконує Шива Натараджа, називається тандава. Він передає шаленство, гнів, силу, та асоціюється зі знищенням Всесвіту, яке виконує Шива як бог-руйнівник. Водночас танець Шиви, згідно з індуїстською міфологією, необхідний для підтримки ритму життя та створення світу.
Канонічний образ Натараджі склався в Х столітті; саме при династії Чола починають з'являтися бронзові зображення танцюючого Шиви, танець якого — тандава — створює і руйнує світ в кінці кожної кальпи.

## Етимологія
Слово «натараджа» походить від Narta-rājan IAST — володар танцю, що в свою чергу походить від класичного санскритського дієслова nar- IAST — танцювати.

## Ознаки
- Кобра, яка символізує кундаліні, звивається кільцями навколо нижньої правої руки Шиви, яка показує абхаю-мудру — заступницький жест, який означає захист від зла та неуцтва.
- На чолі у нього півмісяць, а на шиї намисто з черепів.
- Навколо Натараджі арка з вогнів, які уособлюють страждання душі від нескінченних перероджень перед звільненням.
- Верхня права рука тримає маленький барабанчик у формі пісочного годинника дамару (санскр. ḍamaru IAST).[11][12][13].
- На долоні верхньої лівої руки палає вогнище, яке означає знищення.
- Нижня ліва рука вказує на підняту ногу, що символізує процвітання та звільнення.
- Натараджа танцює на спині демона Апасмара, це символізує перемогу над неосвіченістю та егоїзмом.
- Коси Шиви, зазвичай зібрані у вузол, тут розвіваються на всі боки.
- Стоїчний вираз обличчя Натараджі символізує його нейтралітет та спокій.

Образ Натараджі поєднує в собі еротизм та аскетизм, притаманні культу Шиви. З одного боку, Шива-танцюрист — це чуттєвість, динаміка, життя, дика енергія, розпущене заплутане волосся, полум'я навколо. Але водночас обличчя залишається підкреслено спокійним, безпристрасним: танцівник занурений в себе і не турбується, що виникають і руйнуються світи — це побічне явище, яке мало його зачіпає; всесвіт пульсує в ритмі його танцю, але сам він не належить цьому всесвіту, залишаючись стороннім спостерігачем.